# Линь Ицзюнь
Линь Ицзю́нь (кит. трад. 林 怡君, пиньинь Lín Yíjūn, род. 5 июля 1981, Таоюань) — тайваньская спортсменка, выступающая в стендовой стрельбе. Чемпионка мира, участница трёх Олимпиад.

## Биография
Линь Ицзюнь начала заниматься стрельбой в 1997 году. Уже спустя три года она пробилась в олимпийскую сборную Тайваня на Игры в Сиднее. Там она выступила в дисциплине дубль-трап, которая впервые была представлена в программе Олимпиад. Линь прошла квалификацию с пятым результатом, а в финальном раунде смогла улучшить свою позицию, став четвёртой с результатом 134 очка (+14 очков в перестрелке за 4-5 места).
В 2001 году на чемпионате мира по стендовой стрельбе, который проходил в Каире, спортсменка из Тайваня стала второй с минимальным отставанием от победительницы из Китая. Спустя год в Лахти Линь стала чемпионкой мира, выиграв соревнования в дубль-трапе. При этом она выиграла как квалификацию, так и основные соревнования, набрав 143 очка.
На Олимпиаде в Афинах Линь Ицзюнь не хватило всего балла для прохода в финал и она заняла только 7 место.
В 2012 году на Олимпиаде в Лондоне выступала в дисциплине трап. В квалификации она поразила 68 мишеней из 75, стала десятой и не смогла пробиться в финальный раунд.